# Velilla de San Antonio
Velilla de San Antonio è un comune spagnolo di 11 024 abitanti (al 1-1-2006) situato nel centro della Spagna, nella comunità autonoma di Madrid da cui dista circa 15 km. È chiamata infatti la "piccola Madrid Rurale" essendo i suoi abitanti dediti principalmente all'industria, ai servizi, l'agricoltura e oggi anche al turismo.

Nei primi anni del Seicento il paese divenne feudo del conte e duca di Olivares e conseguentemente la zona cominciò ad essere frequentata dai nobili e della corte favorendone lo sviluppo.

Velilla di San Antonio ha dedicato una strada sia ai Sainz Romillo sia ai Sainz de Rueda,  facoltose famiglie di origini nobili ma di indirizzo politico liberale, il cui esponente più noto è stato Teodoro Sainz Rueda (1835-1897) professore e politico deputato per Villarcayo nella Prima Repubblica spagnola, amico di Nicolás Salmerón.